# Comunicación organizacional
La comunicación organizacional (conocida también como comunicación corporativa, o comunicación institucional cuando se trata de una institución pública) consiste en el proceso de emisión y recepción de mensajes dentro de una organización compleja.

## Concepto
Según Miguel Antezana (2005), se entiende como comunicación corporativa al conjunto de procesos de información y comunicación de las empresas, en diversas áreas y con objetivos particulares, que son diseñados para transmitir una imagen estratégica a sus públicos objetivo. La comunicación corporativa tiene una dimensión interna y una externa, la primera refiere a las comunicaciones que se realizan dentro de la organización, y la externa refiere a aquellas que se dirigen a distintos públicos fuera de ella.
Los procesos no se limitan a ser informativos (emisor-mensaje-receptor) sino que también son comunicacionales pues es necesaria la retroalimentación o feedback. La comunicación corporativa se establece como un proceso sistemático a partir del cual se integran y complementan personas, procesos y estructura organizacional en el ánimo de desarrollar una impronta organizacional a partir de los componentes de identidad conceptual, visual y comportamental. Se establece una nomenclatura o código organizacional con base a su naturaleza y razón social que impulsa todas las acciones organizacionales, generando un concepto corporativo adecuado para la proyección de una imagen global. El proceso comunicacional establece pues la organización, integración y complementariedad de los individuos para la obtención de logros comunes, constituyéndose en un elemento clave en la gestión de empresas e instituciones; ya que una mala comunicación en el ámbito corporativo ocasiona un serio impacto en su cultura y por ende en su clima organizacional, lo cual afecta indicadores de excelencia como la productividad y la calidad.
Según Horacio Andrade (2005) podemos entender la comunicación organizacional de tres formas distintas:
- Proceso social: se entiende como el conjunto total de mensajes que se intercambian entre los integrantes de una organización, y entre esta y sus diferentes públicos externos.[4]
- Disciplina: campo del conocimiento humano que estudia cómo se da el proceso de la comunicación dentro de las organizaciones, y entre éstas y su medio.
- Conjunto de técnicas y actividades: los conocimientos generados a través de la investigación del proceso comunicativo en la organización sirven para desarrollar una estrategia encaminada a facilitar y agilizar el flujo de mensajes que se dan entre la organización y los diferentes públicos que tiene en su entorno.

## Los procesos de información y comunicación de las empresas
La comunicación corporativa también puede ser entendida como el proceso de producción, circulación y consumo de significados entre una organización y sus públicos.
Si la organización es una empresa, la comunicación distingue tres sistemas:
- Operacionales, se refiere a tareas u operaciones.
- Reglamentarios, órdenes e instrucciones.
- Mantenimiento, relaciones públicas, captación y publicidad.

La comunicación dentro de una empresa adquiere un carácter jerárquico basado en órdenes y mandatos, aceptación de políticas, etc. Es por ello que hay que destacar la importancia de la relación individual frente a las relaciones colectivas y la cooperación entre directivos o altos mandos y trabajadores. La efectividad y el buen rendimiento de una empresa dependen plenamente de una buena comunicación.
Así pues, la comunicación organizacional estudia las formas más eficientes dentro de una organización para alcanzar los objetivos esperados y proyectar una buena imagen empresarial al público externo.
Debemos considerar respecto a esto que la comunicación organizacional es una actividad propia de todas las organizaciones, es una forma de gestión para el conocimiento y la corrección de acciones que podrían transgredir los sistemas productivos, interviniendo directamente en la interacción de la estructura organizacional.
La naturaleza de la comunicación en la organización como dimensión deontológica se expresa en su esencia misma, es decir, la organización humana entendida como acto de ser de la comunicación social. Lo que conlleva necesariamente a la puesta en común de propósitos, objetivos, métodos, procesos, acciones y resultados del ente colectivo. Por su parte, la finalidad de la comunicación organizacional como dimensión teleológica es el logro de la corporatividad, como unidad de la identidad colectiva, concebida como un sistema autónomo relacionado con el entorno propio de su dimensión.

### Procesos de la comunicación efectiva
El proceso comunicacional dentro de una organización empresarial es uno de los puntos más importantes para lograr implantar estrategias que van ligadas normalmente a los procesos productivos y aportan en gran medida al funcionamiento de una organización.
Dentro de estos procesos intervienen variables como la comunicación interna, que es la que se relaciona directamente con los colaboradores de la organización, y la comunicación externa, que tiene su énfasis sobre todo en los stakeholders externos como son los clientes, la comunidad, los proveedores, las entidades gubernamentales, entre otros. También las relaciones públicas que van dirigidas a entidades más formales, accionistas y posibles alianzas estratégicas. Contar con un buen sistema de comunicación dentro de la empresa da valor agregado a una organización y habla de una buena gestión administrativa.
Entre los procesos, intervienen las estructuras comunes de la comunicación: emisor-mensaje-receptor y por ende la retroalimentación. Dentro de una organización pueden existir diversos tipos de comunicación, entre ellos están la formal y la informal.
La comunicación en la empresa es eje fundamental para la productividad porque una comunicación eficaz permite la optimización de las ventas y que se construya un buen clima organizacional para los colaboradores, quienes además se sienten involucrados con la organización.

### Comunicación Vertical
Dentro del ámbito empresarial, se denomina Comunicación Vertical a aquella que fluye ascendente o descendentemente dentro de una estructura organizacional que se da entre los jefes mánager y los subordinados. Esta comunicación permite regular y controlar la conducta de los empleados en aspectos tales como:
- Instrucciones y planificación de las tareas.
- Información relativa a procedimientos, prácticas, políticas.
- Valoración del rendimiento de los empleados, etc.

Los canales de comunicación empleados para la misma son:
- Teléfono
- Reuniones
- Correo electrónico
- Manuales, guías, etc.

Los medios más eficaces para transmitir información son las reuniones y el teléfono. Permiten almacenar una gran cantidad de información en un breve espacio de tiempo.
La comunicación escrita (correos) son apropiados sólo cuando la tarea requiere una gran cantidad de información detallada y compleja. Es un tipo de lenguaje más preciso que los anteriores y a la vez más objetivo ya que no está sujeta a tantas distorsiones como la palabra hablada. La comunicación escrita es útil también cuando necesita crearse un registro de la información tratada.

## Referencia histórica
La comunicación organizacional no cuenta con un referente histórico específico, sin embargo ésta ha logrado evolucionar a partir de la participación de múltiples disciplinas que han hecho de la comunicación empresarial un campo fuertemente relacionado con los cambios que ha traído por cuenta propia la globalización y los desafíos de la administración en el siglo XXI.
Algunos autores afirman que la comunicación organizacional inicia en los años 20 con el surgimiento de hechos políticos radicales en los cuales se empezó a gestionar las relaciones públicas, sin embargo, se ha de tener en cuenta que la comunicación organizacional va más allá de una simple gestión corporativa referente al macro-ambiente de las organizaciones. Por el contrario, hay quienes ratifican que la comunicación organizacional tiene origen en Europa bajo el fenómeno de la revolución industrial en la que se empezó a realizar estudios vinculados con el comportamiento organizacional, dado desde la información unidireccional donde la alta gerencia asignaba tareas y los colaboradores atendían a éstas sin controvertir.
Las tendencias que surgieron de la especialización del trabajo y su consecuente organización formal (Henri Fayol, 1900) dio origen a la organización moderna de la administración (Frederick Winslow Taylor, 1914) donde la estructura funcional por departamentos se derivó de los postulados de la organización burocrática, (Maxwel, 1919) permitiendo a la comunicación encontrar nuevos escenarios para el flujo de la información oficial de la llamada gerencia, dando origen a lo que conocemos como  comunicación descendente .
Posteriormente en Estados Unidos, a partir de la década de los años 20 del siglo XX, la sociología, con el apoyo de los métodos cualitativos utilizados por la psicología social, amplió los horizontes del estudio de la comunicación en las empresas. Los aportes realizados por
Elton Mayo (1972) y Efecto Hawthorne (1927) en este escenario dieron origen a la concepción moderna de la comunicación en las organizaciones, donde a través de los postulados de  la Escuela de las Relaciones Humanas , se abordó la comunicación entre los colaboradores y los jefes, dando origen a la llamada  comunicación ascendente .
Durante la década de los años cuarenta Abraham Maslow (1943) profundizó a partir de métodos experimentales con grupos de control, la relación motivación-productividad, donde a pesar de las críticas de los empiristas sobre los métodos utilizados en sus investigaciones, dio aportes significativos a la comunicación en las empresas, abriendo el camino a la relación comunicación-motivación, que sería posteriormente uno de los pilares de la comunicación actual en las organizaciones (Pirámide de Maslow).
Otro de los pilares actuales de la comunicación en las organizaciones se desprende de los aportes de Chester Barnard (1935), que a través de sus estudios dimensionales a la organización como un sistema de cooperación entre los miembros partícipes, identifica que cada miembro tiene por naturaleza la necesidad de relacionarse con sus compañeros de trabajo, abriendo el camino a lo que hoy denominamos  comunicación horizontal .
Posteriormente sus postulados dieron origen a lo que se conoce como Escuela sistémica, que amplió por su parte las fronteras de la comunicación con una mirada hacia los públicos externos de la organización.
En esa nueva concepción de la organización como un sistema, Douglas McGregor (1960, Morin 1977, Elías 2003, Rogers 1976, Agarwala1976) a través de sus tesis sobre la teoría X y la teoría Y, advirtió sobre los nuevos conflictos internos de la empresa, específicamente entre las necesidades de los empleados y los fines de la organización, aportando al estudio de la comunicación el concepto de clima organizacional, como expresión de la atmósfera comunicativa y de motivación de la empresa.
Veinte años después William Ouchi (1981) como complemento a los postulados de MacGregor, a través de lo que llamó la teoría Z, da origen a la denominada cultura organizacional, (Kreps 1990, Álvarez 1997) donde la comunicación comparte con la sociología y la psicología la responsabilidad de dar explicación a los componentes vivenciales y del comportamiento de la organización como un todo social. Este todo social, por naturaleza complejo según Scott y Michell (1978), es evidenciado como un sistema que produce tensiones entre sus miembros de acuerdo con los propósitos, el beneficio y control sobre resultados de la organización, que dependen fundamentalmente de las fuerzas del entorno sobre los sistemas y subsistemas de la organización.
Este escenario permite a la comunicación explorar los fenómenos de la comunicación externa de la organización, dando origen a la corriente
norteamericana de las relaciones públicas. Sin embargo serían Lawrence y Lorsch (1967) quienes ampliaran el espectro del entorno de la organización, con los múltiples cambios coyunturales y ocasionales que se presentaban en el día a día de la empresa, dando paso a la consolidación de la teoría de la contingencia, desmitificando la estructura de la planificación de largo plazo, para imponer la planificación estratégica de corto plazo, (Schulz 1996, Tannenbaum 1997) donde la comunicación encontró un nuevo escenario propio para la resolución de conflictos, para la negociación y la respuesta práctica a las crisis cotidianas del entorno de la organización.
Actualmente son muchas las tendencias que procuran explicar el fenómeno comunicativo en la organización, sin embargo son de vital importancia para la proyección de esta línea de investigación los aportes que realiza Manuel Castells desde la estructura social de la información y del conocimiento, donde se evidencia la necesidad de estudiar en profundidad los impactos que se generan en la organización con la implantación de las llamadas nuevas tecnologías de la comunicación y de la información, principalmente en la productividad de la empresa, en el trabajo, en las relaciones humanas y en la conformación de una ciencia de la comunicación que pueda explicar, a partir de sus propios métodos y con sus propias teorías, el fenómeno comunicativo en la organización (Castells 2002, Carnoy 2002 Help 2001, Mcgrew 2001, Golblatt 2000, Perraton 2001).

## Flujos de comunicación
Los flujos de comunicación son tomados en cuenta a partir de la estructura comunicacional a nivel interno dentro de las organizaciones. La comunicación interna está dispuesta en cuatro formas: descendente, ascendente, diagonal y horizontal. Cada una de ellas obedece a una razón de ser, es decir, la comunicación que se da a partir de las disposiciones de la gerencia, la participación de los colaboradores en las decisiones y el flujo de información entre las unidades de la organización respectivamente.
Aunque  los  primeros  aportes  teóricos  sobre  Comunicación  Interna  no  aparecen  hasta  principios  de  la  década  de  los  90,  la  práctica  de  la  misma  comienza  a  instalarse  en  las  empresas a finales de los años 70 y principios de los 80. Se trataba de acciones relacionadas con el departamento de Recursos Humanos (Morales Serrano, 2001).

### Comunicación descendente
<l>La comunicación descendente  implica el orden establecido para el desarrollo de tareas, roles, entrenamiento, capacitación, directrices, políticas, etc.
Su carácter principal se establece por la naturaleza de la organización, y es ordenar. No solamente desde el sentido imperativo de quien da una orden, sino desde el sentido de organizar.
Una de las principales funciones de la comunicación descendente es la de comunicar la cultura organizacional y las directrices de cómo cumplirla.

### Comunicación ascendente
La comunicación ascendente es aquella que, al contrario de la descendente, se da desde los niveles jerárquicos más bajos de la organización hacia los niveles más altos. Este flujo de comunicación permite que los colaboradores trabajen de manera proactiva en la toma de decisiones y participen de manera constante en la creación e innovación de la organización. Hay quienes consideran que la comunicación ascendente es indispensable pues desde aquí se habla de retroalimentación constante y se fundamenta el conocimiento mutuo de pensamientos y acciones.

### Comunicación horizontal
La comunicación horizontal es aquella que se establece entre miembros de un mismo nivel jerárquico. Pueden ser entre departamentos, grupos o de forma individual, no hay presencia de autoridad y sirve para agilizar la estructura organizativa.
Ese tipo de información se puede obtener a través de juntas, informes, asambleas, etc.
Se utiliza para:
Coordinar las actividades de los distintos empleados o departamentos de la empresa.
Resolver problemas de un departamento.
Tomar decisiones en las que tengan que intervenir varios departamentos.
Se usan reuniones de trabajo, notas, comunicados internos, trabajo en equipo, debates, teléfono, Internet, etc.

### Comunicación oblicua
Es la que se puede realizar por ejemplo entre el gerente de departamento de comercialización y un empleado de finanzas y que está prevista en la organización. Es la necesidad de la coordinación intergrupal, debida a una urgencia por parte del emisor para conseguir una respuesta del receptor.

## Esquemas de comunicación organizacional

### Comunicación en círculo
Es un método caracterizado por no tener en cuenta el rango jerárquico de los integrantes de la organización, esto permite una libre comunicación entre todos los miembros, lo cual a su vez genera problemas al no existir un liderazgo durante el proceso. Además, ralentiza el proceso de comunicación. Este método es útil y empleado para resolver problemas complejos en reuniones.

### Comunicación en rueda
Es un método caracterizado por estar altamente centralizado. Esto se debe a que un único individuo monopoliza la conducción de los flujos de información. Este método es empleado en grupos que cuentan con objetivos perfectamente delineados. La principal desventaja que presenta este método es la falta de realimentación, lo que suele generar una cantidad elevada de errores durante el proceso.

### Comunicación en cadena
Es un método altamente jerarquizado. La información se traslada entre los miembros con jerarquías más próximas en la empresa, por lo que el círculo nunca se cierra. La mayor desventaja que este método presenta es que los altos rangos jerárquicos nunca llegan a relacionarse con los miembros más bajos de la pirámide, lo que produce la perdida de información importante y que los empleados no se sientan parte del proceso en determinadas ocasiones.

### Comunicación en estrella
Es un método altamente centralizado. La comunicación se encuentra concentrada en un líder. Este debe encargarse de transmitir toda la información al resto de miembros del proceso comunicativo. Este método solemos encontrarlo en aquellas empresas que cuentan con un modelo organizativo tradicional, y cada vez es menos frecuente. Es debido a los problemas que conlleva entregar toda la responsabilidad a una persona y que el flujo de información se encuentre tan centralizado.

### Comunicación total
En opinión de José Ignacio Bel Mallén, es aquel método con máxima eficiencia y operatividad que se puede dar en una organización. La clave de este método y lo que le hace perfecto para cualquier tipo de organización es la interconexión que genera entre todos los miembros que forman parte de él, de tal manera que los individuos se relacionan durante el proceso con sus pares, como con sus subalternos y superiores. A pesar de ser el modelo deseado, podemos ver que es utópico entre las organizaciones.

## Formas de comunicación
Según Carlos Fernández Collado, se diferencian dos formas de comunicación: formal e informal.

### Comunicación formal
Es la forma de comunicación que de manera expresa establece la organización, mediante protocolos, manuales, reglamentos, etc y que generan todo un sistema de comienzo a fin dirigido y utilizado por todos los miembros de la empresa. Define el modo en que cada persona debe comportarse y cómo debe recoger y transmitir la información que circula. Este tipo de comunicación constituye el cómo debe llegar la información según el nivel jerárquico que ocupe el receptor, es cuando el personal tiene comunicación con un nivel más alto que el otro.

### Comunicación informal
La comunicación informal fluye dentro de la organización sin canales preestablecidos y surge de la espontaneidad de los empleados. Se le da alto nivel de credibilidad y suele estar relacionada con asuntos personales acerca de individuos o grupos de la organización. Este tipo de comunicación es conocida popularmente como “rumores o ruidos” y sirve para que los altos niveles jerárquicos conozcan las condiciones personales de los empleados y del entorno de la empresa.
En definitiva, el estudio de la comunicación organizacional está cada vez más en auge y la experiencia afirma que las organizaciones que la llevan a cabo presentan un mayor crecimiento pues se tienen en cuenta complejos factores, especialmente humanos, que median entre los comportamientos y objetivos, políticas y metas de la organización, para que de esta manera existan lineamientos que permitan el correspondiente crecimiento de la organización. 
De forma análoga a las redes sociales, en la comunicación informal la información circula de forma fragmentada y descontextualizada, suele ser breve, interesante, divertida, y aunque su veracidad es dudosa, resulta irresistible para quienes la reciben. 

## Clima organizacional
Es un fenómeno de tendencias y motivaciones que reflejan la productividad del trabajo. El clima organizacional consiste en la percepción de los trabajadores dentro de la empresa, de cómo pueden o deben comportarse y qué es lo que está aceptado o no dentro de la misma. El comportamiento de los individuos refleja lo eficientes y eficaces que puedan ser cuando desempeñan una tarea en específico. La manera de actuar del personal crea el clima; sus características personales son un factor importante para conocer su desempeño laboral.
Las características que reflejan las personas durante el desempeño laboral son percibidas directa e indirectamente por los demás miembros de la organización. El clima dentro de una empresa puede ser un factor de superación dentro de los mismos grupos, como el liderazgo, el sistema formal, la buena comunicación y retroalimentación de los mensajes. Hay aspectos que valoran el desarrollo institucional como la motivación de jefes a subordinados, recursos tecnológicos bien implementados y toma de decisiones.
Una organización es una estructura evidente de interacciones manejadas bajo permanentes contenidos que permiten relacionarse y mantener una constante comunicación, esto es de vital importancia para llevar a cabo los procesos productivos de manera exitosa. Esta red de interacciones se compone de un constante flujo de información. Es decir, que a una organización la constituyen procesos de interacción mutua y retroalimentación, entre los directivos y los colaboradores, entre los mismos colaboradores y finalmente entre los colaboradores y los directivos. En este punto vale resaltar que los componentes de un sistema se encuentran interrelacionados de tal modo que el cambio en uno produce cambios en los demás componentes de la estructura. Por ello, es de gran importancia mantener flujos de comunicación y relaciones interpersonales que posibiliten el funcionamiento de toda la estructura de manera eficiente, ya que esto fortalece la cultura organizacional y a su vez permite enfrentar problemas de manera más rápida y oportuna.

## Comunicación externa
Uno de los grandes escenarios de la comunicación organizacional se refiere a la manera como las organizaciones se comunican con los públicos externos, para esto se deben tener en cuenta dos factores: la parte comercial y el factor público.

### Comunicación comercial
La comunicación comercial comprende las relaciones comunicativas que debe establecer con el cliente, los proveedores, los competidores y los medios de comunicación.
De allí se desprenden las actividades publicitarias de sus productos a través de los lenguajes y formatos de los medios de comunicación: cuñas radiales, comerciales para televisión y cine, impresos, vallas, anuncios virtuales, etc.
A su vez se establece una agenda estratégica para la difusión de los mensajes en los diferentes formatos informativos o de entretenimiento en las parrillas y las diagramaciones de los medios de comunicación, de acuerdo con la sintonía y el rating de los mismos.

### Comunicación pública
La comunicación pública en las organizaciones se establece por las relaciones de obligatoriedad con el gobierno político de los estados; el pago de impuestos, las disposiciones técnicas legales, el régimen laboral, las normas ambientales, entre otras.
Las relaciones con los públicos denominados stakeholders, es decir los que de alguna forma se ven involucrados con la organización, pueden condicionar el buen nombre de la organización en perjuicio de su actividad productiva.
Es importante mantener mecanismos de comunicación con organizaciones no gubernamentales ya que se pueden establecer procesos de investigación y desarrollo con miras a la producción del conocimiento.
Considerar las relaciones empresariales dispuestas por las necesidades de diálogo con los directos competidores y con la finalidad de asociación para la constitución de proyectos, alianzas estratégicas, gremios, etc.
Por último se debe tener en cuenta el impacto en la comunidad, como  beneficiario directo de las acciones del orden social de la organización y donde se establece el impacto de las acciones productivas de la misma.

## Comunicación intermedia
La comunicación intermedia en la organización es aquella que se extiende a dos ámbitos ya mencionados; comunicación interna y externa. Su función se establece desde la relación de la identidad de la organización, su finalidad y la responsabilidad social que tiene con las personas y el desarrollo del país.
La organización define quién es, qué hace, cómo lo hace y para qué. Este principio corporativo es comunicado a sus empleados y a sus públicos externos. No basta con anunciar a los clientes quién se es, si los empleados no viven esta condición.
La imagen corporativa, como la visibilidad de los valores sociales que establece la organización, se da no sólo en los parámetros de calidad de los productos y servicios a sus clientes, sino en la coherencia de vida de los miembros de la organización con dichos valores.
Finalmente, la organización no sólo tiene la responsabilidad de contribuir al bien de la sociedad, sino de contribuir al crecimiento personal de sus empleados.

## Identidad corporativa
La identidad corporativa es una pieza esencial e intangible de gran valor en las organizaciones (aunque en los últimos años se ha establecido la tesis de que pasa a ser parte tangible de la organización en vista de que con el tiempo se han desarrollado modelos para su evaluación), pues esta permite enfrentar una crisis o situación de riesgo con más solidez o gestionar cambios proyectándolos exitosamente, y además te posiciona rápidamente en el mercado ya que hará que los consumidores recuerden la empresa concreta y la distingan de las demás competidoras. La comunicación juega entonces un papel fundamental para la gestión de la identidad corporativa, es mediante ésta que se configura una personalidad diversificada y se da a conocer este carácter a todos los públicos de interés.
Para Miguel Antezana, la identidad corporativa es "el conjunto de elementos empresariales, organizacionales, operacionales y de comportamiento compartidos por los miembros de una institución, que se transmiten de forma  estratégica comunicacionalmente para diferenciarla de otras existentes en su entorno".
La identidad corporativa se ha convertido con los años en un principio estratégico fundamental dentro de la gestión empresarial, de tal modo que se ha transformado en un proceso valioso, transversal y holístico dentro de una estructura organizacional consolidada y vista como un todo. Esto nos permite inferir que las empresas, como lo manifiesta Joan Costa, no se exteriorizan solamente desde lo que hacen como actividad económica, sino también desde el cómo lo hacen (know how cultural). En este punto se ven comprometidos, inicialmente el comportamiento, los valores, las creencias, todos los aspectos culturales y los atributos que tienden a definir el carácter de una organización, generando desde allí un valor diferenciador que permite distinguir una organización del resto, conocido como cultura corporativa.

### La identidad visual
Es el conjunto icónico (logo, símbolo, colores), que elige una organización para identificarse, representarse y diferenciarse de las demás, para que sus públicos los recuerden y reconozcan, es decir hacer una distinción visual, y así, a través de este conjunto de elementos, se proyecte lo que la organización pretende transmitir a su público.
El manual de identidad corporativa debe de recoger todos los elementos que componen la identidad visual de la empresa, así como sus normas de utilización.

## Imagen corporativa
Gestionar los atributos de la organización y la comunicación en una organización, permite que una empresa logre ser identificada, diferenciada y preferida.
La imagen corporativa y por ende los atributos con los cuales es asociada por sus públicos, adquieren una importancia sustancial para la creación de valor. La existencia de una imagen correctamente gestionada alcanza el posicionamiento mental en los públicos y permite además que a partir de ello se tomen decisiones que favorezcan el crecimiento constante de una organización.
Los principales puntos por los que se debe gestionar la imagen interna de una organización son: porque se genera dentro de la organización una fidelización propia (la organización se vuelve parte fundamental de la vida del trabajador), el colaborador llega a percibir a la empresa como una organización que le apoya y además en donde él puede aportar. Mediante una buena gestión de imagen se pueden conseguir los mejores trabajadores del mercado.